# Choristoneura bracatana
Choristoneura bracatana es una especie de polilla del género Choristoneura, tribu Archipini, subfamilia Tortricinae. Fue descrita científicamente por Rebel, in Rebel & Rogenhofer en 1894.

## Distribución
Se distribuye por Europa: España.